# Jacques Gernet
Jacques Gernet (Algír, 1921. szeptember 22. – Vannes, 2018. március 3.; kínai neve pinjin hangsúlyjelekkel: Xiè Hénài; magyar népszerű: Hszie Ho-naj; egyszerűsített kínai: 谢和耐; hagyományos kínai: 謝和耐) francia sinológus.

## Életpályája
Gernet szülővárosában, Algírban diplomázott 1942-ben, majd ezt követően a második világháború végéig katonaként szolgált. 1947-ben újabb diplomát szerzett az Institut national des langues et civilisations orientales-on, majd 1948-ban az École Pratique des Hautes Études-ön (EPHE). Japánban a Jomiuri Sinbun kutatójaként tevékenykedett, majd 1956-ban doktori fokozatot szerzett.
1955–1976 között régi almamátere, az EPHE oktatásért felelős igazgatója volt. 1957-től a Sorbonne-on is tanított, kezdetben nyelvtanárként, 1959-től pedig professzorként. 1975–1992 között a Collège de France kínai tanszékének vezetője volt.
1979. június 8-án a Académie des inscriptions et belles-lettres tagjává választották. A Francia Köztársaság Becsületrendjének tulajdonosa, valamint az Ordre des Palmes académiques parancsnoka.
Legismertebb műve az 1972-ben megjelent, 900 oldalas Le Monde chinois, amelyet számos nyelvre, többek között magyarra (2001) is lefordítottak.

## Főbb művei
- 1949 : Entretiens du maître de dhyâna Chen-houei du Ho-tsö (668-760), Hanoi, EFEO (PEFEO, 31)
- 1956 : Les Aspects économiques du bouddhisme dans la société chinoise du Ve au Xe siècle, Saigon, EFEO (PEFEO, 39)
- 1959 : La Vie quotidienne en Chine à la veille de l'invasion mongole, Paris, Hachette
- 1970 : Catalogue des manuscrits chinois de la Bibliothèque nationale, fonds Pelliot de Touen-houang, vol. 1, Paris, Bibliothèque nationale. With Wu Chi-yü
- 1972 : Le Monde chinois, Paris, A. Colin
- 1982 : Chine et christianisme, action et réaction, Paris, Gallimard
- 1991 : Tang Zhen, Écrits d'un sage encore inconnu, Paris, Gallimard
- 1994 : L'Intelligence de la Chine : le social et le mental, Paris, Gallimard
- 2005 : La Raison des choses: Essai sur la philosophie de Wang Fuzhi (1619–1692), Paris, Gallimard

### Magyarul
- Kína hétköznapjai a mongol hódítás előestéjén 1250–1276. Fordította: Gyáros Erzsébet. Budapest, Gondolat Kiadó, 1980 ISBN 963-280-730-8
- A kínai civilizáció története. Fordította: Antóni Csaba. Budapest, Osiris Kiadó, 2001 (Osiris tankönyvek) ISBN 963 389 111 6

## Fordítás
- Ez a szócikk részben vagy egészben  a   Jacques Gernet című angol Wikipédia-szócikk ezen változatának fordításán alapul.  Az eredeti cikk szerkesztőit annak laptörténete sorolja fel. Ez a jelzés csupán a megfogalmazás eredetét és a szerzői jogokat jelzi, nem szolgál a cikkben szereplő információk forrásmegjelöléseként.